# Канада (провинция)
Провинция Канада (англ. Province of Canada), или Объединённая провинция Канада (англ. The United Province of Canada), или Соединённая Канада (англ. the United Canadas) — британская колония в Северной Америке, существовавшая с 1841 по 1867 год. Её образование являлось реакцией на рекомендации, сделанные Джоном Джорджем Лэмбтоном Даремом в отчёте по делу о Британской Северной Америке после восстаний 1837-1838 годов.
Провинция Канада вошла в состав Канадской Конфедерации 1 июля 1867 года, где была разделена на две современные канадские провинции Онтарио и Квебек.

## История
До 1841 года территория, приблизительно соответствующая южной части Онтарио в Канаде, принадлежала британской колонии Провинция Верхняя Канада, в то время как южная часть современного Квебека и Лабрадор (часть современного Ньюфаундленд и Лабрадор) принадлежали колонии Провинция Нижняя Канада. Верхняя Канада была преимущественно англоговорящая, в то время как Нижняя Канада была франкоговорящая. Акт о союзе, подписанный британским парламентом 23 июля 1840 года и обнародованный 10 февраля 1841 года, объединял две колонии, упраздняя законодательную власть каждой колонии и заменяя её на законодательную ассамблею.
В то время как новая законодательная власть поддерживала равное представительство обоих бывших колоний, демократическая природа выборов в Нижней Канаде дала серьёзную трещину. Несмотря на франкоговорящее большинство в Нижней Канаде, основная власть была сосредоточена у англоговорящего меньшинства, которое воспользовалось отсутствием тайного голосования, чтобы запугать электорат.
Область, которая раньше являлась Верхней Канадой, была переименована в Канаду Запад, а Нижняя Канада — в Канаду Восток. После того, как Акт о Британской Северной Америке был ратифицирован британским парламентом, Провинция Канада прекратила своё существование. Впоследствии Канада Запад и Канада Восток были переименованы в провинции Онтарио и Квебек соответственно.

## Столицы
Расположение столицы провинции Канада менялось шесть раз за её 26-летнюю историю. Первой столицей был город Кингстон. Столица была перенесена из Монреаля в Торонто в 1849 году, когда мятежники, стимулируемые серией подстрекающих статей в Газетт, опротестовали билль о потерях в восстании и подожгли здание парламента в Монреале. В 1857 году королева Виктория выбрала Оттаву постоянной столицей провинции Канада, объявив строительство современного здания парламента. Первый этап строительства был завершен в 1865 году, как раз к началу последней сессии парламента провинции Канада перед образованием Конфедерации.

### Хронология
- Кингстон 1841—1843
- Монреаль 1843—1849
- Торонто 1849—1852
- Квебек 1852—1856
- Торонто 1859—1866
- Квебек 1859—1866
- Оттава 1866−1867

## Ответственное правительство
Акт о союзе 1840 года не обеспечивал ответственное правительство (то есть, выборную законодательную власть вместо колониального руководства); напротив, он явно давал полномочия генерал-губернатору провинции отклонять любые законопроекты, утверждённые выборной ассамблеей. В первое время генерал-губернаторы провинции были сильно вовлечены в политику, используя право назначать исполнительный совет и другие должности без совещания с законодательной ассамблеей и даже манипулируя результатами выборов используя запугивание при голосовании. Тайное голосование ещё не было введено, таким образом демократическая природа колонии дала большую трещину.
Однако, в 1848 году генерал-губернатор Джеймс Брюс, лорд Элгин, назначил кабинет, соответствующий партии большинства в законодательной ассамблее, коалиции Болдуина и Лафонтена, которая выиграла выборы в январе. Лорд Элгин одобрял принципы ответственного правительства, не отменив билль о потерях в восстании (очень важный законопроект в политической истории Канады), который был крайне непопулярен среди англоговорящих тори.

## Законодательный застой
Канада Запад и Канада Восток каждая имели по 42 места в законодательной ассамблее, что способствовало законодательному застою между англичанами (в основном из Канады Запад) и французами (в основном из Канады Восток). Изначально большинство провинции было французским, и они настаивали на представительстве по численности населения, чему противились англичане.
Когда английское население существенно выросло благодаря иммигрантам и превысило французское, англичане стали настаивать на представительстве по численности населения. В конце концов, законодательный застой между английской и французской частями провинции привел к движению по образованию федерации, что привело в итоге к образованию Канадской Конфедерации в 1867 году.

## Успехи
Среди успехов Провинции Канады можно отметить подписание взаимовыгодного договора с США в 1854 году, строительство железнодорожной компании Grand Trunk Railway, улучшение системы образования в Канаде Запад при Эгертоне Райерсоне (Egerton Ryerson), возвращение французскому языку статуса официального языка в законодательном и судебном делопроизводстве, систематизацию гражданского кодекса Нижней Канады в 1866 году и отмену феодальной системы в Канаде Восток.

## Население[2]
| Год     | Численность (Нижняя) Канада Восток | Численность (Верхняя) Канада Запад |
| ------- | ---------------------------------- | ---------------------------------- |
| 1841    | нет данных                         | 455 688                            |
| 1844    | 697 084                            | нет данных                         |
| 1848    | 765 797—786 693 приблизительно     | 725 879                            |
| 1851-52 | 890 261                            | 952 004                            |
| 1860-61 | 1 111 566                          | 1 396 091                          |

## Денежная единица
С самого начала объединённая провинция испытывала нехватку собственной монеты. В обращении находились британские фунты, американские доллары и мексиканские песо. Для корректировки курса использовалось несколько конкурирующих систем котировки на основе условной учётной единицы «канадский фунт», которая, подобно британскому, делилась на шиллинги и пенни, но не была равна британскому фунту.
Канадские банки выпускали токены номиналом в 1/2 пенни (в Нижней Канаде — 1 су) и 1 пенни (в Нижней Канаде — 2 су), а также боны с номиналами в канадских фунтах.
В 1858 г. канадский фунт был заменён на канадский доллар, основанный на десятичной системе.